# Хав'єр Негрете
Хав'єр Негрете (ісп. Javier Negrete) — іспанський письменник, який найбільш відомий своїми творами у жанрі фентезі.

## Біографія
Закінчивши класичну філологію, став вчителем грецької мови. З 1991 року і до теперішнього дня викладає в Інституті середньої освіти ім. Габріеля-і-Галана (Пласенсія). В основному пише романи в жанрі фентезі та наукової фантастики, але також успішно спробував себе у жанрі еротичного роману.
Свою літературну кар'єру розпочав публікацією повісті «Тихий місяць», який з'явився 1991 року в першій антології премії Політехнічного університету Каталонії з наукової фантастики (твір потрапив у список фіналістів). Там само було представлено й оповідання Негрете — «У череві кита».
1992 року виходить «Стан сутінок», який 1994 року здобув премію Ігнотус та премію видання Гігамеш.
«Вічне світло» вийшло у виданні 1995 року премії Політехнічного університету Каталонії та заслуговує особливої уваги. Наступного року світ побачила повість «Нокс Перпетуя», яка несе більш пригодницький характер, аніж його попередні твори.
1997 року з'явилася книга «Пам'ять дракона» — твір підліткової фантастичної літератури. Цього ж року Негрете публікує свій перший великий роман — «Погляд фурій», який здобув премію Ігнотус.
2000 року «Шукач тіней» отримує премію Політехнічного університету Каталонії. 2003 року письменник публікує «Герої з Каланум», який вважають твором для підлітків. Цього ж року повість «Міф про Ера» здобуває премію Ігнотус та премію Політехнічного університету Каталонії. Великий успіх чекав і на книгу «Улюбленець богів» — твору-фіналіста премії Ла сонріса вертікаль (La sonrisa vertical — вертикальна посмішка), яка присуджується найкращим роботам на еротичну тематику.
2003 року Негрете наважується на радикальні зміни та видає фентезійний героїчний роман — «Вогняний меч». Це фантастична розповідь, яка обертається навколо Земаля — легендарного вогняного меча — який викували боги. Попередній власник меча помирає, після чого багато-хто хоче заволодіти ним. Найбільші майстри мечів — тагедорани — стикаються один з одним за головний приз. Дергін Горіон, молодий тагедоран, у супроводі могутніх друзів йде у бій за меч. Йому протистоїть Тогуль Барок, вибранець богів. Сиквелом роману стала книга «Дух мага» (2005).
2006 рік — «Володарі Олімпу» — твір на тему грецької міфології. Це історія про протистояння Зевса та Тифона, крилатого диявола. Книга отримала премію Мінотавра.
Наступного року Негрете публікує «Александер Македонський та орли Риму». Цей твір є свого роду переходом до жанру історичного роману. 2008 року світ побачив роман «Саляміна», який розповідає про знамениту морську битву.
2009 року автор знову повертається до теми Греції та публікує есе під назвою «Великі пригоди греків». Наступного року з'являється «Атлантида» — технотрилер, головні персонажі якого точно визначили місцезнаходження втраченого континента.
2010 та 2011 року відповідно світ побачив третю і четверту частину «Вогняного меча» — «Сон богів» та «Серце Траморії».

## Твори

### Романи
- 1992 — La luna quieta (повість, антологія  Премії Політехнічного університету Каталонії 1991) ISBN 978-84-406-2712-4 — «Тихий місяць»;
- 1993 — Estado Crepuscular[1] ISBN 978-84-95741-27-1 — «Стан сутінок»;
- 1996 — Nox perpetua (повість) ISBN 978-84-348-6551-8 — «Нокс Перпетуя»
- 1996 — Lux Aeterna (повість, антологія  Премії Політехнічного університету Каталонії 1995) ISBN 978-84-406-6236-1 — «Вічне світло»;
- 1997 — La mirada de las furias ISBN 978-84-406-7363-3 — «Погляд фурій»;
- 2000 — Memoria de Dragón ISBN 978-84-236-7515-9 — «Пам'ять дракона»
- 2001 — Buscador de sombras (повість, антологія  Премії Політехнічного університету Каталонії 2000) ISBN 978-84-666-0296-9 — «Шукач тіней»;
- 2002 — El mito de Er (повість, антологія  Премії Політехнічного університету Каталонії 2001) ISBN 978-84-666-0622-6 — «Міф про Ера»;
- 2003 — Los héroes de Kalanúm (перевидано вид. Espasa в 2011) ISBN 978-84-670-3617-6 — «Герої з Каланум»;
- 2003 — La espada de fuego (1-ша частина)[2][3] ISBN 978-84-450-7452-7 — «Вогняний меч»;
- 2003 — Amada de los dioses ISBN 978-84-8310-965-6 — «Улюбленець богів»;
- 2005 — El espíritu del mago (2-га частина «Вогняного меча»)[4] ISBN 978-84-450-7539-5 — «Дух мага»;
- 2006 — Señores del Olimpo[5] ISBN 978-84-450-7586-9 — «Володарі Олімпу»;
- 2007 — Alejandro magno y las águilas de Roma[6][7] ISBN 978-84-450-7648-4 — «Александер Македонський та орли Риму»;
- 2008 — Salamina[8][9] ISBN 978-84-670-2667-2 — «Саляміна»
- 2010 — Atlántida ISBN 978-84-670-3160-7 — «Атлантида»;
- 2010 — El sueño de los dioses (3-тя частина «Вогняного меча») ISBN 978-84-450-7789-4[10] — «Сон богів»;
- 2011 — El corazón de Tramórea (4-та частина «Вогняного меча») ISBN 978-84-450-7829-7[11] — «Серце Траморії»;
- 2012 — La Zona (У співпраці з Хуаном Мігелем Агілера) ISBN 978-84-670-3712-8 — «Зона»;
- 2012 — La hija del Nilo ISBN 978-84-670-0765-7 — «Дочка Нілу».

### Оповідання
- 1995 El extraño viaje del profesor Búdurflai — «Дивна подорож професора Будурфляй»;
- 1995 En el país de Oneiros — «В країні мрій»;
- 1998 Evolución convergente — «Приближена еволюція»;
- 2005 Malib, ciudad de la reina Samikir (cuento) — «Маліб, місто цариці Самакір».

### Антології
- 2005 — Buscador de sombras. La luna quieta (Recopilación de las dos novelas cortas) ISBN 978-84-450-7560-9 — «Шукач тіней». «Тихий місяць» (Збірка з двох повістей);
- 2014 — Mañana todavía. Doce distopías para el siglo XXI — «Все ще ранок. 12 антиутопій для XXI століття»;
- 2015 — Retales del pasado: Antología de relatos históricos — «Розповіді минулого: Антологія історичних оповідань».

### Есеї
- 2009 La gran aventura de los griegos ISBN 978-84-973-4813-3 — «Великі пригоди греків»;
- 2011 Roma victoriosa ISBN 978-84-9970-109-7 — «Звитяжний Рим»;
- 2013 Roma invicta ISBN 978-84-9970-752-5 «Непереможний Рим».